# Gottesackerkirche (Creuzburg)

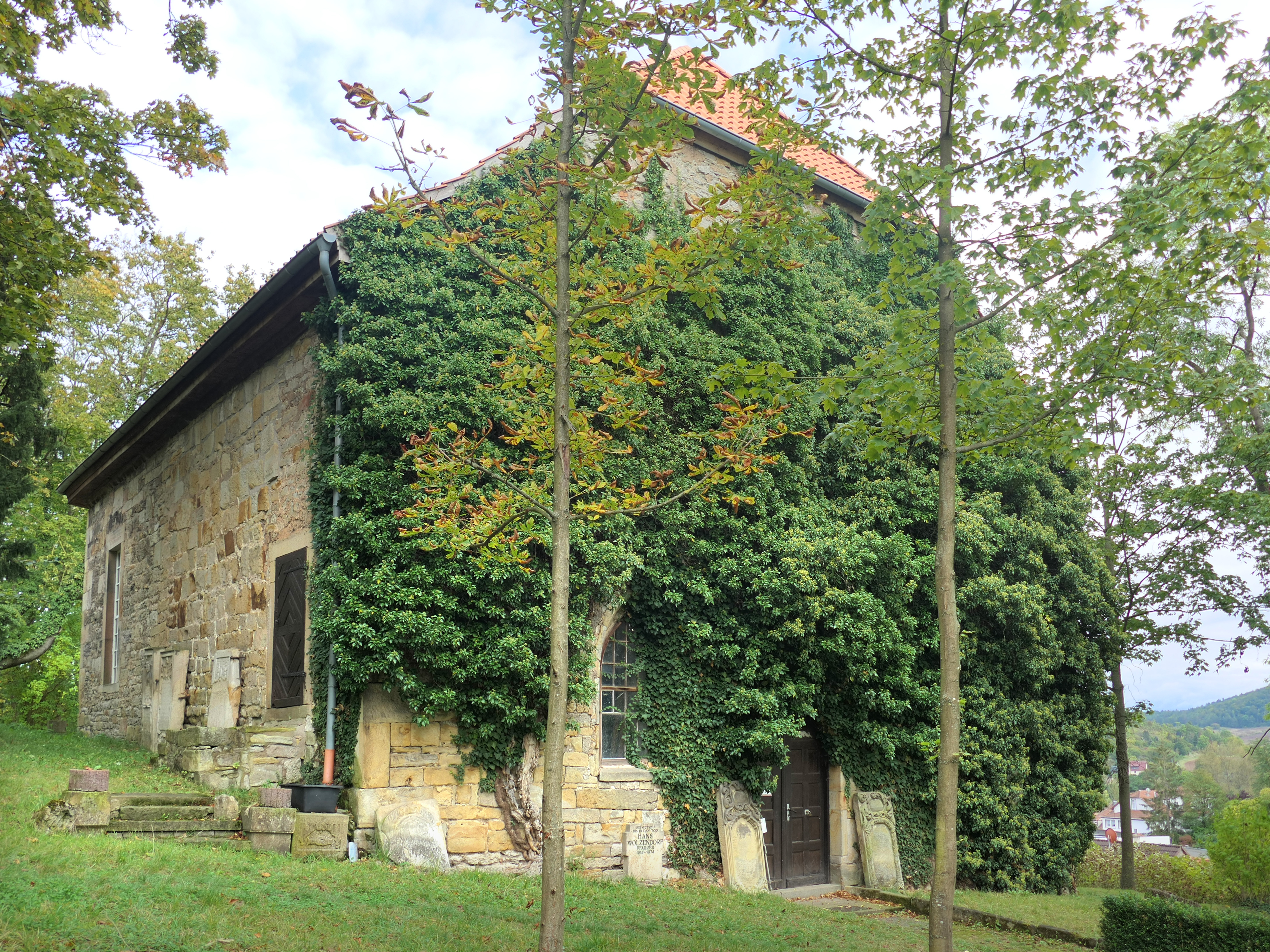
Der Eingang auf der mit Klettergehölzen überwachsenden westlichen Giebelseite

Die auf das 11. Jahrhundert zurückgehende Gottesackerkirche in Creuzburg im thüringischen Wartburgkreis steht oberhalb der Stadt, inmitten eines alten Friedhofs. Es wird vermutet, dass sie einst auch als Wehrkirche diente, in der die Bevölkerung in Notzeiten Zuflucht finden konnte. In Überlieferungen wird erwähnt, dass sie ursprünglich dem heiligen Bonifatius und der Jungfrau Maria gewidmet und Marienkirche genannt wurde. Im Mittelalter hieß sie „Kirche unserer Lieben Frau“ oder auch Frauenkirche, nach ihr wurde das benachbarte Stadttor „Frauentor“ benannt. Im Jahr 1982 endete die Nutzung als Gottesdienststätte; heute beherbergt sie eine Ausstellung des Naturparks Eichsfeld-Hainich-Werratal. Mit der Nikolaikirche und der Liboriuskapelle gehört die Gottesackerkirche zu den drei historischen Kirchen Creuzburgs.

## Lage
Die Gottesackerkirche steht oberhalb von Creuzburg, das zu den ältesten Siedlungen im Werratal gehört. Der Weg zu dem mit Klettergehölzen bewachsenen Gebäude vor der alten Stadtmauer führt von der Bahnhofstraße durch ein stattliches Portal, das 1642 errichtet wurde, über viele Sandsteinstufen hinauf zum alten Friedhof.

## Geschichte

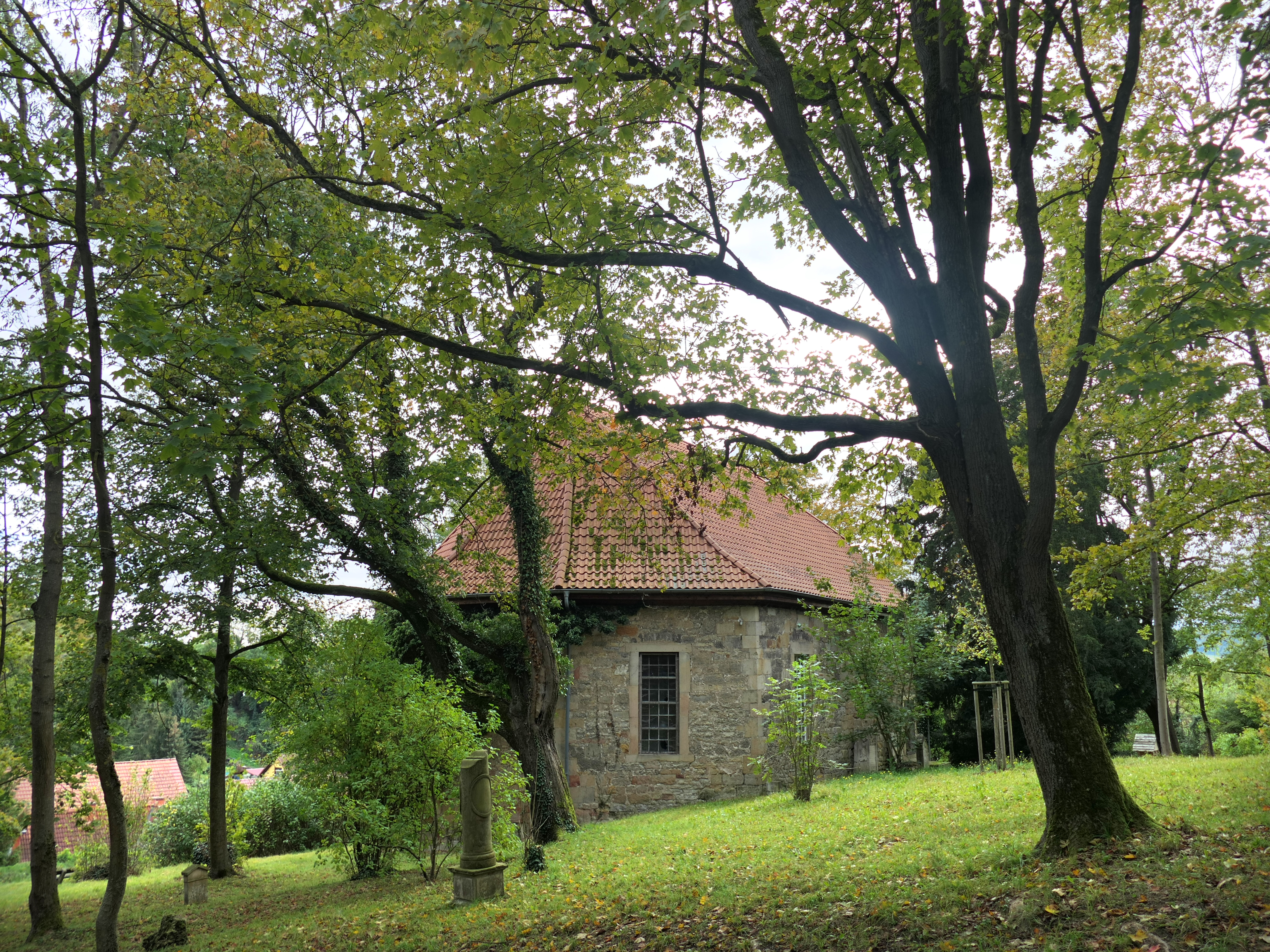
Ansicht von Osten

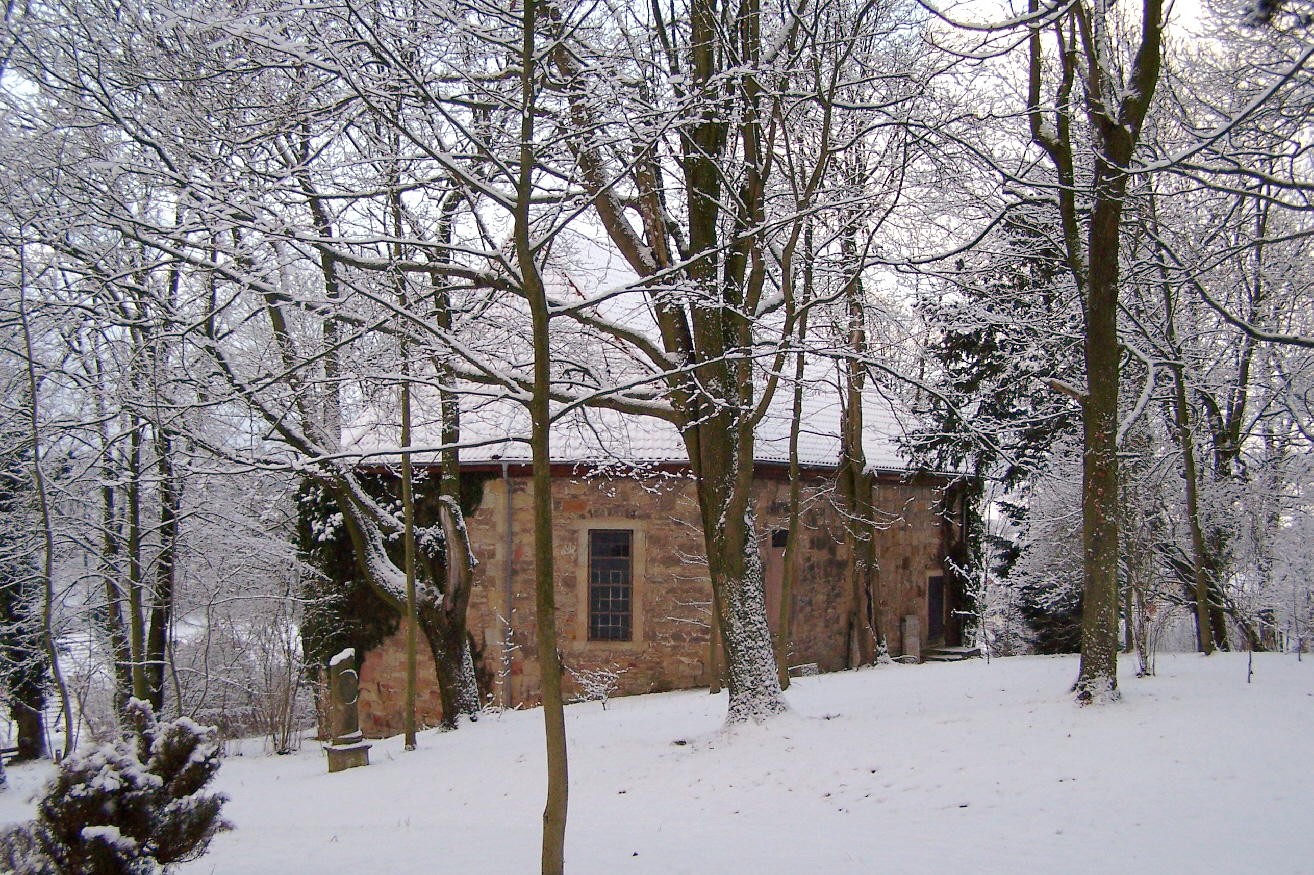
… und von Norden

Die Kirche wurde im 11. Jahrhundert als Marienkirche und Pfarrkirche Creuzburgs errichtet, das in dieser Zeit noch ein Dorf war. Erst Landgraf Hermann I. wandelte „Cruciburg“, wie die Marktsiedlung damals hieß, in eine Stadt um, nachdem er im Jahr 1212 den Einwohnern von vier am Fuße des Burgberges liegenden Dörfern befahl ihre Wohnstätten aufzugeben und sich in Creuzburg niederzulassen.
Landgraf Ludwig IV. übergab die Kirche im Jahr 1218 den Nonnen des Klosters St. Jacob, von denen sie auch lange Zeit genutzt wurde. Ludwig IV., der auch der Heilige genannt wurde, übte seine Herrschaft oft von Creuzburg aus. Er war mit der heiligen Elisabeth von Thüringen verheiratet, von der er sich hier im Jahr 1227 verabschiedete, um sich einem Kreuzzug anzuschließen, von dem er nicht zurückkehrte.
Nach einer grundlegenden Erneuerung wurde die Kirche im Jahr 1252 durch Bischof Konrad von Hildesheim
geweiht. In den Jahren nach der Reformation, die in Creuzburg frühzeitig, um 1523, mit der lutherischen Predigt eines Kartäusers aus Eisenach in der Liboriuskapelle und der Abschaffung der lateinischen Messe begann, geriet die Kirche in Verfall und wurde während des Dreißigjährigen Kriegs beim Stadtbrand von 1634 schwer beschädigt.
Die Neuerrichtung der Kirche ohne Turm und Chor, bei der die romanischen Ursprünge weitestgehend überbaut wurden, erfolgte in den 1710er Jahren durch den Creuzburger Architekten Johann Georg Busch. Die Grabstätten, die sich in der Kirche befanden, wurden im Jahr 1863 entfernt.
Als im Jahr 1765 die Nikolaikirche, die evangelische Pfarrkirche von Creuzburg, bei einem Großbrand völlig ausbrannte, stand der Gemeinde für ihre Gottesdienste die Gottesackerkirche offen. So war es auch nach 1945, als die Nikolaikirche während des Angriffs der amerikanischen Truppen schwer zerstört wurde und bis auf die Grundmauern ausbrannte. Bis zur erneuten Einweihung boten Liboriuskapelle und Gottesackerkirche der Kirchengemeinde Raum. Im Jahr 1982 endete die Nutzung der Gottesackerkirche für Gottesdienste.

## Friedhof
Auf dem die Gottesackerkirche umgebenden Friedhof wurden bis zum Ende des 19. Jahrhunderts die Creuzburger Verstorbenen bestattet. Einzelne Grabsteine mit Ornamenten der Renaissance und des Rokoko erinnern noch daran. Von dem Respekt, den man einst den Toten zollte, zeugen alte Legenden, die sich um die Begräbnisstätte und Gottesackerkirche ranken, wie die von Friedemann Stein nacherzählte alte Sage: „Als das Werraufer befestigt werden sollte, um die Stadt vor Hochwasserschäden zu bewahren, merkten die Creuzburger, dass die Steine für den Bau der Mauer nicht ausreichten. Um die Arbeiten fortzusetzen, stürzte man auf dem Gottesacker alte Denkmale um und fuhr sie hinunter zur Werra. Die Grabsteine in ihrer Schwere lagen fest und versprachen einen richtigen Halt. Nachdem die Mauer errichtet war, stiegen eines Nachts um die zwölfte Stunde die Toten, deren Steine weggeholt worden waren, aus ihren Gräbern und zogen still zum Fluss. Lange betrachteten sie die aufgerichtete Mauer. Dann kehrten sie zum Friedhof zurück. Bald darauf kam ein großes Unwetter mit starkem Regen, der die Werra gefährlich ansteigen ließ. Das Wasser, das sich bislang frei in die Gärten ergießen konnte, drückte mit Riesenkraft gegen die Mauer. Es dauerte nicht lange, bis sich die Grabsteine aus dem Verband lösten und die Fluten in die Stadt schossen und größeren Schaden anrichteten als je zuvor.“

## Besucherhinweis

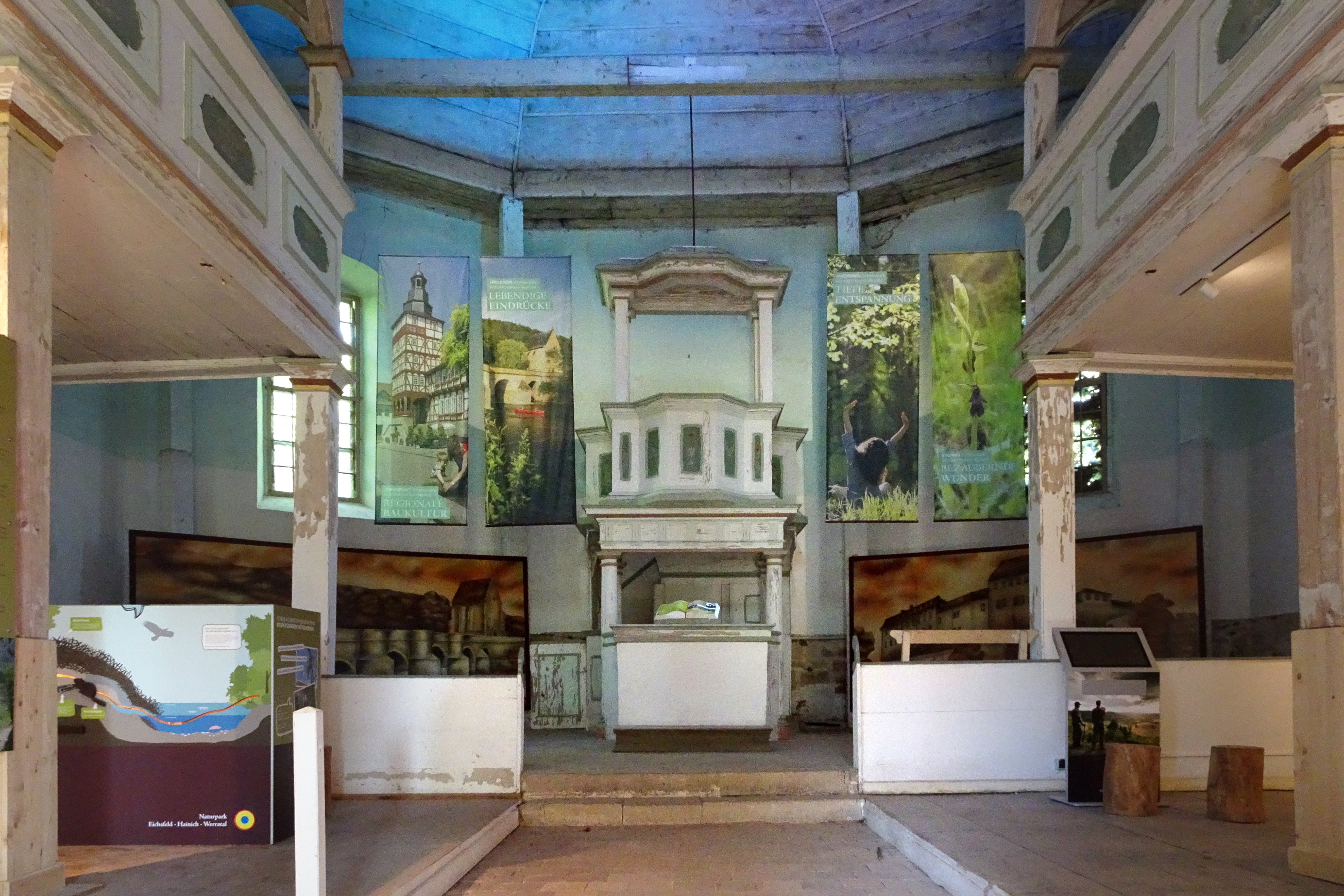
Ausstellung des Naturparks „Eichsfeld-Hainich-Werratal“ im Kircheninneren

Im Kirchenraum befindet sich eine Ausstellung des Naturparks Eichsfeld-Hainich-Werratal, die im Jahr 2017 eröffnet wurde und in den Sommermonaten zugänglich ist. Sie will die Besucher über die landschaftlichen Besonderheiten der Region und die Arbeit und Aufgaben des Naturparks informieren.

Zur Gottesackerkirche oder an ihr vorbei führen der Naturlehrpfad „Muschelkalkhänge bei Creuzburg“ und der „TOP-Wanderweg Creuzburg“ sowie die Fernwanderwege „Hainichlandweg“ und „Lutherweg“.

Die Gottesackerkirche war einer der Drehorte für den Fernsehfilm Tod am Rennsteig – Auge um Auge, den Das Erste im Jahr 2023 als Donnerstags-Krimi ausstrahlte.